# Třída Guêpe
Třída Guêpe byla plánovaná třída malých ponorek francouzského námořnictva. Jejich úkolem měla být obrana přístavů. Plánována byla stavba deseti ponorek této třídy. Rozestavěny byly pouze dvě a nakonec byla stavba celé třídy zcela zrušena. Dokončena nebyla ani jedna ponorka třídy Guêpe.

## Stavba
Ponorky navrhl Emmanuel Petithomme. V rámci programu pro rok 1904 byla plánována stavba deseti ponorek této třídy. Čtyři měla postavit loděnice Arsenal de Cherbourg v Cherbourgu, tři loděnice Arsenal de Rochefort v Rochefortu a tři Arsenal de Toulon v Toulonu. Roku 1906 byla zahájena stavba u dvou ponorek (trupová čísla Q49 a Q50). V březnu 1908 byly práce na nich zastaveny. Nakonec byla stavba této třídy zrušena a trupová čísla určená pro třetí až desátou jendotku (Q51 až Q58) byla později přidělena ponorkám následující třídy Pluviôse.

## Konstrukce
Ponorky měly jednoplášťovou koncepci. Výzbroj tvořila dvě 450mm torpéda uložená externě ve vypouštěcích zařízeních Drzewiecki. Pohonný systém tvořil diesel Schneider o výkonu 240 hp, pohánějící jeden lodní šroub. Nejvyšší rychlost dosahovala 10,5 uzlu na hladině a devět uzlů pod hladinou. Dosah byl 128 námořních mil při rychlosti 10,5 uzlu na hladině a osmdesát námořních mil při rychlosti šest uzlů pod hladinou. Operační hloubka ponoru byla dvacet metrů.